# سيسنا 152
سيسنا 152 (بالإنجليزية: Cessna 152)‏ هي طائرة تدريب أساسي، واستعراضات جوية، أنتجت في 1977 بالولايات المتحدة. من صناعة سيسنا. ومازالت في الخدمة حتى الآن. صنع منها 7,584 طائرة.